# Hublift

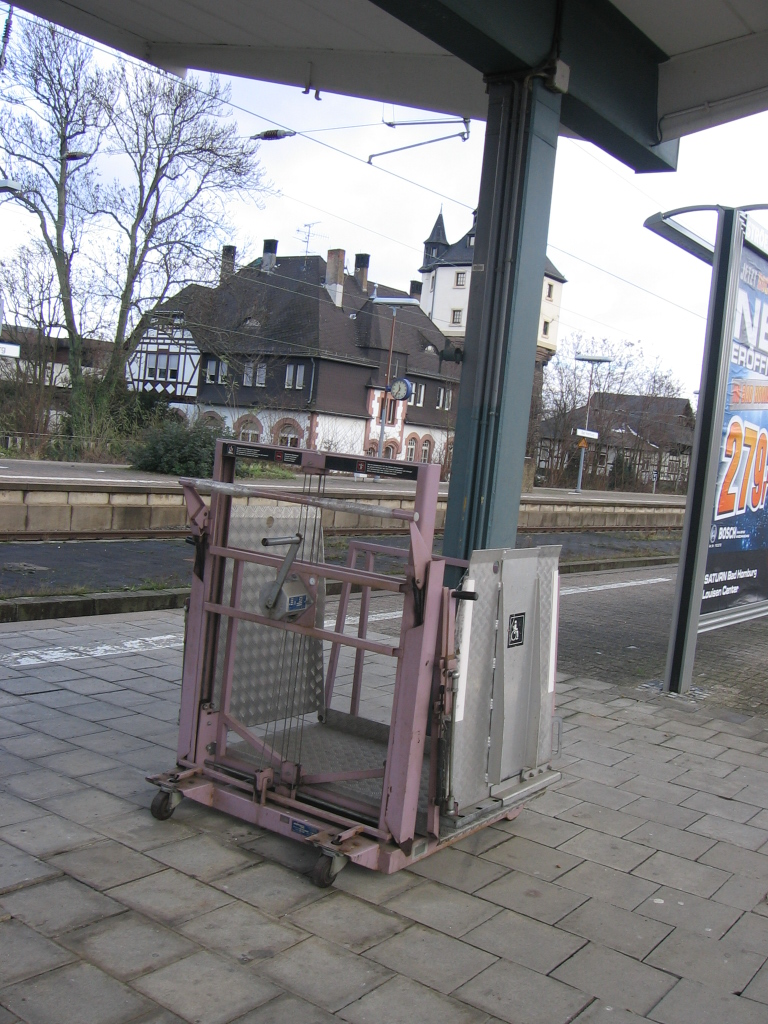
Älteres Modell eines Hublifts im Bahnhof Bad Homburg

Hublifte sind Geräte, die als Ein- und Ausstiegshilfen auf Bahnhöfen dienen und Rollstuhlbenutzern und schwer gehbehinderten Reisenden bei fehlendem niveaugleichen Einstieg die Benutzung von Zügen ermöglichen.
In der Schweiz werden diese Geräte auch als „Mobilifte“, in Österreich auch als „Hebelifte“ bezeichnet.
Traditionell erreichten Fahrgäste vom Bahnsteig aus über Stufen den Fahrgastraum der Eisenbahnfahrzeuge. Für die Errichtung von Bahnsteigen wurden für die Bahnsteighöhe je nach Staat, Bahnverwaltung oder Einsatzzweck unterschiedliche Vorgaben entwickelt. Auch bei den Fahrzeugen ist die Fahrzeugbodenhöhe unterschiedlich. Nur in Bereichen wie S-Bahn-Netzen, bei denen schnellem Fahrgastwechsel Beachtung geschenkt wurde, kamen zueinander passende Höhen von Bahnsteig und Fahrzeugboden zur Anwendung. Um auch Rollstuhlbenutzern und schwer gehbehinderten Personen die Benutzung der Züge zu ermöglichen, wurden Hublifte beschafft.
Die Geräte bestehen aus einer Plattform, auf der der Reisende beim Zustieg in seinem Rollstuhl hydraulisch vom Bahnsteigniveau auf die Fahrzeugbodenhöhe gebracht wird sowie Rampenblechen zum Erreichen und Verlassen der Plattform und Sicherheitseinrichtungen wie Bremsen und Geländern.
Aktuelle Modelle werden manuell von einer Person bedient und sind auch beladen in jeder Position der Plattform fahrbar. Das Heben und Absenken der Plattform erfolgt mittels Hydraulik über eine Fusspumpe oder auch über eine Batterie. Der Hublift wird am Bahnsteig in die Nähe der Einstiegstür des Wagens gezogen. Über ein heruntergeklapptes Rampenblech erreicht der Rollstuhlbenutzer die Plattform. Die Rampe wird wieder hoch geklappt, die Plattform auf die Höhe des Fahrzeugbodens des Einstiegsbereiches gebracht, der Hublift dann soweit erforderlich noch etwas verschoben und das zweite Rampenblech zur Wagentür hin heruntergeklappt. 
Das Servicepersonal und damit die Benutzung steht an bestimmten Bahnhöfen nach vorheriger Anmeldung bereit.

## Alternativen
Alternativ kommen fahrzeugseitige Lifte oder im Fahrzeug mitgeführte Faltrampen zum Einsatz. Auch dabei erfolgt die Bedienung durch Bahnpersonal und die geplanten Haltezeiten reichen nicht immer für die Durchführung der Aktion aus.
Vorteilhafter nicht nur für Behinderte, sondern auch für Reisende mit Gepäck, Eltern mit kleinen Kindern mit und ohne Kinderwagen und weitere Personengruppen wäre der niveaugleiche Einstieg mit Spaltüberbrückung. „Autonomes Reisen“ ohne spezielle Anmeldung wäre dann auch Rollstuhlbenutzern möglich.